# Шваллунген
Шваллунген (нем. Schwallungen) — община в Германии, в земле Тюрингия. 
Входит в состав района Шмалькальден-Майнинген.  Население составляет 2554 человека (на 31 декабря 2010 года). Занимает площадь 39,79 км².